# 阿蘇惟郷
阿蘇 惟郷（あそ これさと）は、室町時代前期から後期にかけての武将。

## 略歴
阿蘇惟村の子として誕生。
応永13年（1406年）5月、父・惟村から家督を譲られて当主となった。惟村は同年に死去し、名実共に当主となった惟郷は九州探題・渋川満頼や4代将軍・足利義持から大宮司職や神官職を安堵されている。
永享3年（1431年）3月には阿蘇社の規則などを定め、同年6月には子・惟忠に家督を譲っている。晩年は、従兄弟の惟政とその子・惟兼との対立で苦しんだと言われている。
文明2年（1470年）、死去。